# Kijevo
Kijevo je vesnice a správní středisko stejnojmenné opčiny, nacházející se jihovýchodně od města Knin v Šibenicko-kninské župě (Chorvatsko). Kijevo leží na úpatí Dinárského pohoří, poblíž pramenů řeky Cetiny. V roce 2011 zde žilo 407 obyvatel. Opčina zahrnuje pouze jedno sídlo, a to Kijevo samotné.
Kijevo bylo jedním z prvních míst, na které během války v Chorvatsku v roce 1991 zaútočili rebelové ze Srbské Krajiny. Chorvatské ministerstvo vnitra zřídilo v Kijevu policejní stanici, která se následně rozrostla ve vesnici s 1261 obyvateli (99,6 % Chorvati), jež byla ale obklopena srbskými vesnicemi Polača, Civljane a Cetina. Kijevo však bylo 17. srpna 1991 obklíčeno a odzbrojeno srbskými silami v čele s Milanem Martićem, který nechal vystavět barikády a bránil vstupu do vesnice. Den poté vydal Martić ultimátum, ve kterém požadoval odchod obyvatel a místní policie.
Po několika dnech (26. a 27. srpna 1991) Jugoslávská lidová armáda pod vedením Ratka Mladiće zaútočila na vesnici těžkou válečnou silou a obsadila ji, což přinutilo chorvatské vojáky prchnout do Drniše. Zbytek chorvatských obyvatel odešel poté, co většinu jejich sídel zničilo dělostřelectvo. Tyto události zaznamenala reportérka bělehradské televize Vesna Jugović. Díky těmto záznamům byli Martić a Mladić usvědčeni mezinárodním trestním tribunálem pro bývalou Jugoslávii (ICTY) z etnických čistek.